# Bonifacije II.
Bonifacije II. bio je papa od 530. do 532. godine.
Bio je Ostrogot po rođenju i prvi germanski papa u povijesti Crkve. Za nasljednika pape Feliksa IV. izabran je zahvaljujući velikom utjecaju ostrogotskog kralja Atalarika. Bonifacije je jedno vrijeme imao i protupapu, Dioskura, koji je izabran od većine rimskoga svećeništva. Obojica, i Bonifacije i Dioskur, posvećeni su za papu u Rimu 22. rujna 530. godine, ali je Dioskur umro svega dvadeset i dva dana kasnije.